# シェルンフェルト
シェルンフェルト (Schernfeld) は、ドイツ連邦共和国バイエルン州オーバーバイエルンのアイヒシュテット郡に属す町村（位下、便宜上「町」と表記）。

## 地理
郡庁所在地のアイヒシュテットの北西に位置する。町は13の地区で構成される。周辺地域と同じようにゾルンホーフェン石灰岩が産出する。始祖鳥のアイヒシュテット標本は町内の石切場で発見された。